# 経管栄養
経管栄養（けいかんえいよう、英：Tube feeding）とは、経口摂取が不可能あるいは不十分な患者に対し、体外から消化管内に通したチューブを用いて流動食を投与する処置である。広義には、チューブを介した栄養と言う意味で高カロリー輸液も含めることがある。その場合、流動食を用いたものは経腸栄養（enteral nutrition）もしくは経腸経管栄養と呼ばれる。

## 適応
消化管やリンパ管の障害などで禁忌である場合を除き、食事が経口摂取できない場合や、治療上、食事を制限もしくは禁止する場合。

### 流動食の種類
栄養素のバランスや浸透圧、濃度などの違う様々な流動食が売られている。腎不全、肝不全、慢性低栄養向けのビタミン･微量元素製剤、免疫力を強化するためにアルギニンを添加したものなどがある。
医師の処方が必要で保険が適用される経腸栄養剤と、外来で購入可能で保険が適用されない濃厚流動食品がある。

### 投与量
長期臥床その他の理由で腸管の運動性が低下している患者においては嘔吐の危険があるため、初めは極少量を持続で投与し、数時間おきに胃内容物の量を測る。嘔吐の危険がないと判断すれば徐々に量を増やし、最終的には生理的熱量を補うだけの量を投与する。

### 投与経路
初めは経鼻胃管から投与することが多い。しかし経鼻胃管には再挿入時の誤嚥や、長期挿入での副鼻腔炎と言ったリスクが存在するため、長期に渡って本法が必要な場合には胃瘻や十二指腸瘻を造設する。

## 合併症
誤嚥による肺炎、殊に経鼻胃管を気管に誤挿入する医療事故は、その防止に対してゴールドスタンダードとなるような方策が無い。胃瘻の場合は在宅介護で使用されることが多く、自己抜去の際には瘻孔が数時間で閉鎖してしまう危険がある。

## 介護職員等による経管栄養
2011年に介護サービスの基盤強化のための介護保険法等の一部を改正する法律によって、社会福祉士及び介護福祉士法が改正され、2012年4月から、一定の研修を修了した介護職員等が喀痰吸引や経管栄養を実施することが可能になった。